# Покрив

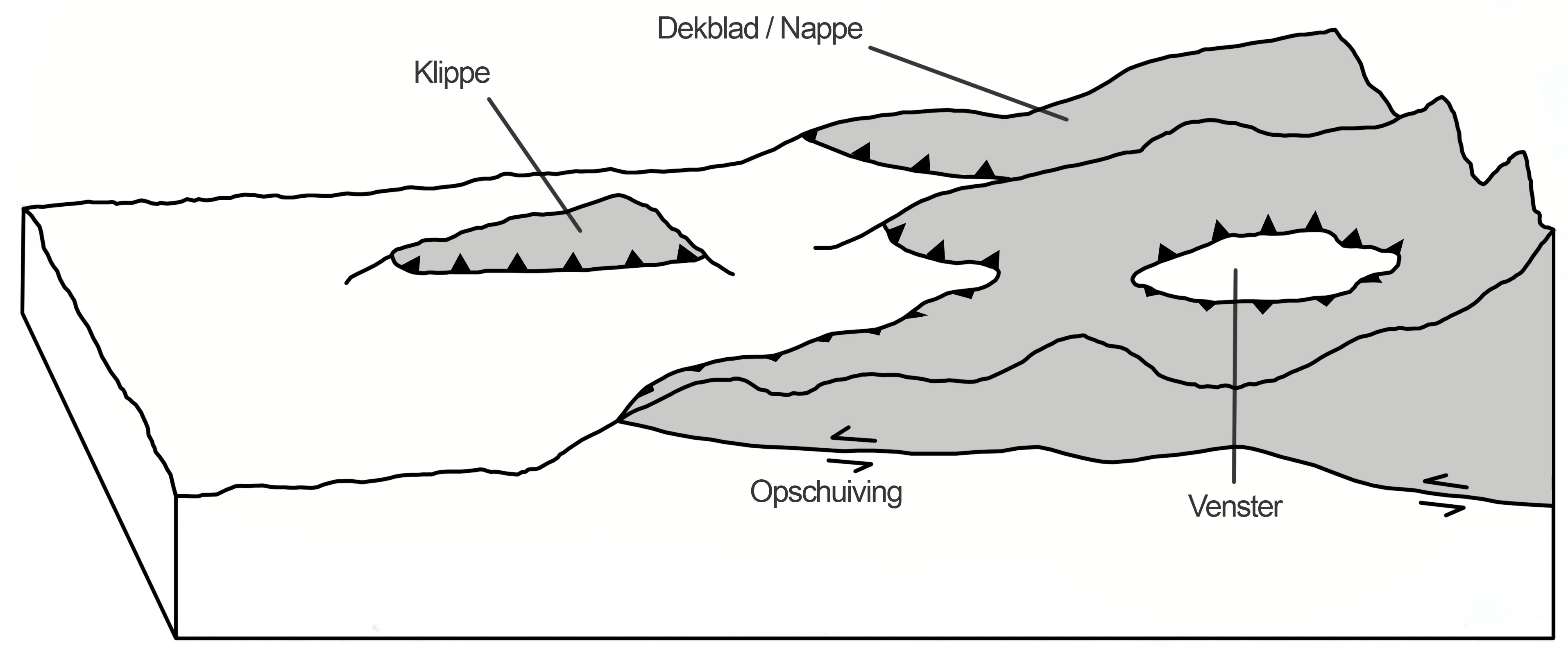

Покрив (рос. покров, англ. sheet; нім. Decke f) — у геології — будь-яке поверхневе утворення, що займає велику площу при порівняно невеликій товщині. Розрізняють вулканічний (лавовий) покрив, тектонічний, моренний, покрив осадових порід тощо.